# Eduard Louis Busch
Eduard Louis Busch (* 24. Oktober 1854 auf Gut Birkenstrauch, Kreis Ragnit; † 27. März 1932) war ein deutscher Reichsgerichtsrat. 

## Leben
Buschs Vater war 
Als Sohn eines Gutsbesitzers besuchte Busch die Königliche Litthauische Provinzialschule in Tilsit. Nach dem Abitur studierte er an der Albertus-Universität Königsberg, der Universität Leipzig und der Friedrich-Wilhelms-Universität Berlin Rechtswissenschaft. In Königsberg i. Pr. wurde er 1873 Mitglied der freien Landsmannschaft Littuania. 1876 trat er in den Justizdienst des Königreichs Preußen. 1882 wurde er Amtsrichter in Willenberg und 1884 Landrichter in Lyck. Seit 1892 am Landgericht Berlin I, wurde Busch 1895 zum Landgerichtsrat ernannt. Drei Jahre später kam er an das Kammergericht. Im Januar 1907 wurde er Reichsgerichtsrat. Über 16 Jahre gehörte er dem V. Zivilsenat des Reichsgerichts an. 1922  mit 68 Jahren in die Kommission für die Reform der Zivilprozessordnung berufen, wurde er im Dezember 1923 pensioniert. 
1894 gehörte er zu den Litauern, die sich als neues Corps Littuania dem Königsberger Senioren-Convent anschlossen.

## Schriften
- Reichsgerichtsräte-Kommentar 1910: §§ 90–103, 873–928, 1012–1029, 1090–1203 BGB

## Quelle
- Werner Schubert, Hans Peter Glöckner (Hrsg.): Nachschlagewerk des Reichsgerichts. Bürgerliches Gesetzbuch, Bd. 1, Goldbach 1994, S. XXXIV.